# Oscar J. L. Florencio

Bischofswappen von Oscar Jaime Llaneta Florencio

Oscar Jaime Llaneta Florencio (* 5. Februar 1966 in Capoocan, Leyte, Philippinen) ist ein philippinischer Geistlicher und römisch-katholischer Militärbischof der Philippinen. 

## Leben
Oscar J. L. Florencio empfing am 3. April 1990 das Sakrament der Priesterweihe für das Erzbistum Palo.
Papst Franziskus ernannte ihn am 3. Juli 2015 zum Titularbischof von Lestrona und zum Weihbischof in Cebu. Die Bischofsweihe spendete ihm der Apostolische Nuntius auf den Philippinen, Erzbischof Giuseppe Pinto, am 4. September desselben Jahres. Mitkonsekratoren waren der Erzbischof von Cebu, Jose Serofia Palma, und der Erzbischof von Palo, John Forrosuelo Du.
Am 2. März 2019 ernannte ihn Papst Franziskus zum Militärbischof der Philippinen. Die Amtseinführung erfolgte am 3. April desselben Jahres.